# Relações internacionais da República Turca de Chipre do Norte

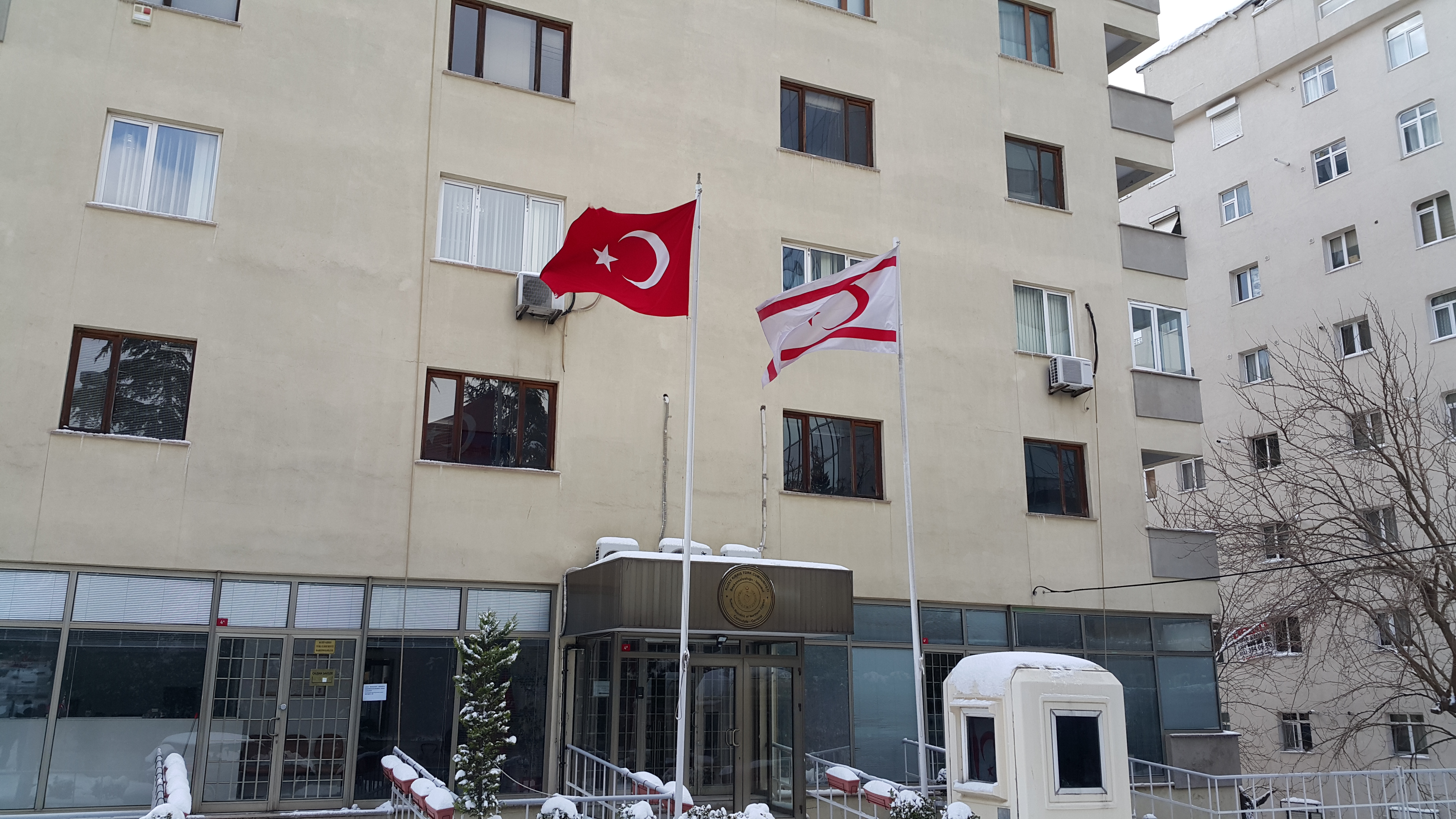
Consulado-Geral da República Turca do Norte de Chipre em Istambul.

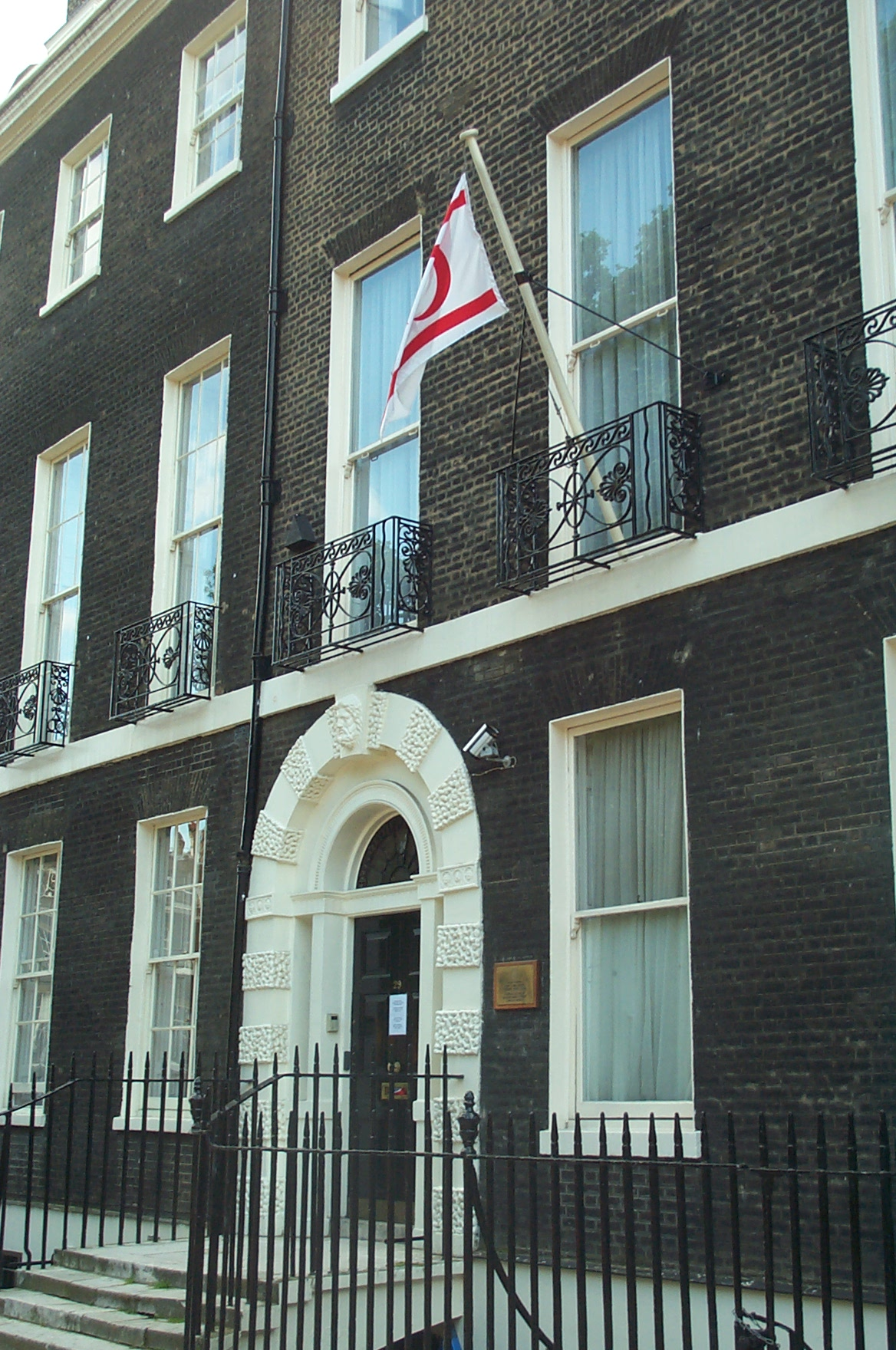
Escritório da República Turca de Chipre do Norte em Bedford Square, Londres.

A República Turca de Chipre do Norte, devido a sua situação de não reconhecimento internacional, é dependente da Turquia para facilitar seus conta(c)tos com a comunidade internacional. Chipre do Norte é uma entidade autoproclamada, suas relações com o resto do mundo são ainda mais complicadas por causa de uma série de resoluções das Nações Unidas pedindo por sua dissolução e considerar seu território como parte da República do Chipre. Um referendo da ONU a fim de solucionar a disputa de Chipre foi rejeitado pelos cipriotas gregos e aceito pelos cipriotas turcos em 2004. Desde então, a União Europeia declarou suas intenções de ajudar a redução do isolamento econômico de Chipre do Norte e começou a dar auxílio ao país. Também, após o referendo, restrições de viagens entre a República Turca de Chipre do Norte e o Chipre grego foram significativamente facilitadas.
As "relações exteriores" de Chipre do Norte podem ser descritas como mais como assegurar reconhecimento formal para o estado a fim de permitir que relações exteriores floresçam.